# Nhommalath
Nhommalath, Yommalath hay Gnommalath (tiếng Lào: ເມືອງຍົມມະລາດ) là một muang (mường, huyện) thuộc tỉnh Khammouan ở trung Lào .